# Oleuropéine
L'oleuropéine (ou oléopicrine) est un composé phytochimique présent dans les feuilles d'olivier, dans l'olive crue et dans l'huile d'olive, ainsi que dans l'huile d'argane et dans les feuilles de troène. Il s'agit d'un ester d'acide élénolique et de tyrosol hydroxylé et glycosylé, constituant un tanin qui donne à l'olive crue un goût brûlant et la rend immangeable. Avec l'hydroxytyrosol, son métabolite de dégradation, il possède de puissantes propriétés antioxydantes, et donne son goût amer à l'huile d'olive vierge extra.

## Utilisations
Certaines études mettraient en évidence diverses actions pharmacologiques,, par exemple comme adjuvant immunologique, d'autres études sur le rat suggérant un rôle dans la thermogenèse par augmentation du taux de thermogénine dans le tissu adipeux brun et la sécrétion d'adrénaline et de noradrénaline.

## Propriétés et traitements
- L'oleuropéine est présente à hauteur de 2% (en moyenne) dans les olives vertes mais cela varie en fonction des variétés. Plus l'olive arrive à maturité, plus ce taux baisse. Pour certaines variétés, il peut tomber à zéro. L'olive devient alors consommable sans procéder à une désamérisation.
- L'oleuropéine est soluble dans l'eau ou neutralisable via une solution alcaline (soude). On parle de désamérisation.

Les olives vertes sont rendues consommables par différents procédés de préparation qui éliminent l'oleuropéine et son goût amer désagréable : olives vertes confites en saumure  (rinçage avec une lessive alcaline (hydroxyde de sodium dilué), puis saumurage qui produit une fermentation lactique bactérienne) ; olives vertes au naturel en saumure (traitées directement à la saumure, sans rinçage à la soude). L’élévation du pH en conditions alcalines dissocie les groupes phénol de la molécule, ce qui augmente la solubilité de l’oleuropéine et permet ainsi son extraction et son élimination en solution aqueuse. Les processus de transport osmotique en conditions salines, la force ionique élevée, et la fermentation lactique pourraient également contribuer à diminuer la concentration des olives en oleuropéine lors de leur traitement direct en saumure sans rinçage à la soude.